# Mola di Bari
Mola di Bari község (comune) Olaszország Puglia régiójában, Bari megyében. Belvárosát tipikus mediterrán stílusú, fehérre meszelt épületek tarkítják. Gazdaságának fő mozgatórugója a halászat.

## Fekvése
Az Adriai-tenger partján fekszik, Baritól délkeletre.

## Története
A város területét már a neolitikumban is lakták, ennek bizonyítéka számos régészeti lelet. A város eredetéről azonban keveset tudni. Első írásos említése 1277-ből származik, amikor I. Anjou Károly elrendelte a város újjáépítését és falainak megerősítését. A későbbi századokban nemesi birtok volt és csak 1670-ben sikerült ismét önálló településsé válnia a Nápolyi Királyságon belül.

## Népessége
A lakosság számának alakulása:

## Főbb látnivalói
- Castello Angioino - a város erődjének építését 1277-ben rendelte el I. Károly nápolyi király.
- San Nicola-templom - a 13. században épült román stílusban.
- Santissima Rosario-templom - a 16. században épült.
- Teatro Comunale "Niccolò Van Westerhout" - 1877-ben épült operaház.